# Lake Sacajawea (Stausee, Washington)
Der Lake Sacajawea ist ein Stausee im Bundesstaat Washington, USA. Er wird durch das Kraftwerk Ice Harbor gebildet, das den Snake River aufstaut. Der Snake River bildet an dieser Stelle die Grenze zwischen dem Franklin und dem Walla Walla County.
Beim normalen Stauziel des Kraftwerks von 134 m (440 ft) erstreckt sich der Stausee über eine Fläche von rund 33,89 km² (8.375 acres) und über eine Länge von 56 km (32 miles).